# Gwynne Gilford
Gloria Gwynne Gilford (* 27. července 1946 Los Angeles) je americká psychoterapeutka a bývalá filmová a televizní herečka. V sedmdesátých a osmdesátých letech 20. století účinkovala v několika filmech a televizních seriálech.

## Biografie
Gilford je dcerou herečky Anne Gwynne a právníka Maxe M. Gilforda, který měl mnoho klinetů ze světa showbyznysu a dokonce produkoval několik filmů. Nicméně matka ji v dětství ve filmu hrát nedovolila. Studovala na Kalifornské univerzitě v Los Angeles (UCLA) a v New Yorku.
Jako herečka debutovala v roce 1969 v epizodě The Courtship of Eddie's Father. V televizním seriálu The Waverly Wonders (1978) hrála hlavní roli Lindy Harris, objevila se v seriálech Family Guy (1979–1981), The Young Lawyers a A new kind of family (1979), kde si zahrála Abby Stone, rozvedenou ženu a hlavu domácnosti. Hrála ve filmech Beware! The Blob (1972), Satan's School for Girls (1973), Ruby and Oswald (1978), Fade to Black (1980), Kate's Secret (1986) and Masters of the Universe (1987).
V roce 1969 se provdala za herce Roberta Pinea a mají spolu dvě děti, včetně herce Chrise Pinea. Po ukončení herecké kariéry koncem osmdesátých let 20. století vystudovala, stejně jako dcera Katherine, psychoterapii a otevřela si praxi ve Studio City v Los Angeles.